# Rajendra Prasad
Dr. Shri Rajendra Prasad, född 3 december 1884 i Ziradei i distriktet Saran i Bihar, död 28 februari 1963 i Patna i Bihar, var Indiens förste president. Han var utbildad till jurist vid universitetet i Calcutta (1911), och var ordförande för Kongresspartiet från 1939. Han var ordförande i den konstituerande församling som 1950 antog den indiska grundlagen.
Han var president i Indien från 1950 till 1962, när han avsade sig omval.

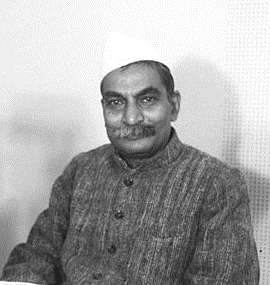